# كاري-هيرويوكي تاغاوا
كاري-هيرويوكي تاغاوا (باليابانية: 田川 洋行) (بالإنجليزية: Cary-Hiroyuki Tagawa)‏ ، من مواليد العاصمة اليابانية طوكيو بتاريخ 27 سبتمبر 1950 ، وهو ممثل سينمائي أمريكي، شارك بعدة أفلام، ومنها فيلم سولجر بويز عام 1995م، كما مثل أصواته في فيلم الرسوم المتحركة تيكن عام 2010م.

## وصلات خارجية
- الموقع الرسمي
- كاري-هيرويوكي تاغاوا على موقع ماي سبيس
- Ninjah Sportz
- كاري-هيرويوكي تاغاوا على موقع IMDb (الإنجليزية)
- كاري-هيرويوكي تاغاوا على موقع قاعدة بيانات الأفلام العربية
- كاري-هيرويوكي تاغاوا على موقع ألو سيني (الفرنسية)
- كاري-هيرويوكي تاغاوا على موقع أول موفي (الإنجليزية)
- كاري-هيرويوكي تاغاوا على موقع قاعدة بيانات الأفلام السويدية (السويدية)
- كاري-هيرويوكي تاغاوا على موقع إن إن دي بي (الإنجليزية)
- كاري-هيرويوكي تاغاوا على موقع قاعدة بيانات الفيلم (الإنجليزية)
- كاري-هيرويوكي تاغاوا على موقع كينوبويسك (الروسية)